# André Luiz de Souza Silva
André Luiz de Souza Silva (født 17. september 1974) er en tidligere brasiliansk fodboldspiller.